# Dajnowo Karolinowskie
Dajnowo Karolinowskie (lit. Dainava) − wieś na Litwie, zamieszkana przez 64 ludzi, w gminie rejonowej Soleczniki, 1 km na północny wschód od Sałek Wielkich.